# Exif
Exif, skupek prenosljivih podatkov o fotografiji, je specifikacija za slikovni datotečni format, ki ga uporabljajo digitalne kamere. Ta specifikacijo uporabljajo obstoječi podatkovni formati JPG, TIFF, in RIFF WAV z dodatkom specifičnih metapodatkov.
Exif je ustvarilo japonsko združenje za razvoj elektronske industrije (JEIDA). Prva različica je nastala junija 1998, zadnja pa aprila 2002. Ta je znana tudi kot Exif print in jo uporabljajo skoraj vsi proizvajalci fotoaparatov.

## Tehnični del
Ko se Exif uporablja za jpg datoteko, so Exif podatki shranjeni v eni izmed oblik, Jpg katera se imenuje APP1, ki vsebuje vse Tiff podatke. Dodatno Exif tudi določa, Gps ki daje lokacijske podatke. Exif format predpisuje, da morajo biti barve 24 bitne. Exif ni predviden za snemanje video posnetkov.

## Podpora programom
Podatki Exif so vgrajeni v same slikovne podatke. Mnogi programi za obdelavo slike spoznajo in shranijo Exif podatke.

## Slabosti
Poleg tega, da format Exif ni standardiziran, ima več slabosti, predvsem pravnega značaja. Izvlečki iz Exif se lahko razširijo po celi datoteki in se zato, lahko slika poškoduje. Poleg podatkov Exif proizvajalci dodajo veliko drugih podatkov in je podatke Exif iz slike težko pridobiti ali jih pravilno shraniti.

## Konkurenca
Adobe je razvil razširjeno metapodatkovno okolje (XMP) kot boljši format za fotografiranje in izdelavo slik.